# Elecciones vicepresidenciales de Ecuador de 2020
Las elecciones vicepresidenciales de Ecuador de 2020 se realizaron el 17 de julio de 2020 por la Asamblea Nacional del Ecuador para elegir al Vicepresidente Constitucional del Ecuador, esto tras la renuncia de Otto Sonnenholzner del cargo a vísperas de las elecciones presidenciales del año siguiente. 

## Antecedentes
Tras conseguir la vicepresidencia en el 2018, Otto Sonnenholzner alcanzó cierta popularidad, por lo que se llegó a especular su candidatura para las elecciones presidenciales de 2021, sin embargo, el propio Sonnenholzner declaró en diversas ocasiones que no se postularía para la presidencia. Será a partir de mayo de 2020 que comenzará a especularse desde las redes sociales sobre una posible renuncia que se hizo efectiva el 7 de julio, declarando que no aceptaba la pensión vitalicia pese a que la ley no le otorga ese derecho por no haber sido escogido por elección popular.

## Desarrollo
El mismo día, la renuncia de Otto Sonnenholzner llegó a la Asamblea Nacional y fue aceptada por el pleno el 10 de julio de 2020, con 96 votos. Mientras, Lenín Moreno evalúa las ternas que se enviaran para la designación de un nuevo segundo mandatario sonando en los medios de comunicación nombre relacionados con el movimiento Ruptura 25 (R25) y principalmente el de María Paula Romo, ministra de gobierno. Otros nombres posicionados son los de Juan Sebastián Roldán, María Alejandra Muñoz, Agustín Albán y Xavier Lazo. Finalmente el mismo día que se aceptó la renuncia en el legislativo, la terna fue enviada.
La bancada de Alianza País (PAIS) y el presidente de la Asamblea Nacional, César Litardo, indicaron que iba a votar a favor de la ministra Romo mientras que el Partido Social Cristiano y el Fuerza Compromiso Social (FCS) rechazaron las candidaturas. El socialcristiano Esteban Torres sugirió devolver la terna para que el presidente entregue una nueva, mas Litardo aseguró que esto no se podía hacer al no estar previsto en la ley.
El 15 de julio, Litardo anunció que convocará al pleno para realizar la designación el 17 de julio, pero el día antes de la elección, la cadena de televisión Ecuavisa reveló una conversación entre Daniel Mendoza y Eliseo Azuero, investigados por la corrupción en los hospitales, que involucra a Romo y a Litardo, dándose con ello más pruebas a las acusaciones de los portales Periodismo de Investigación, de Fernando Villavicencio, y La Historia.

## Candidatos
| Lista | Logo                         | Partido            | Vicepresidente                                                   | Cargos Previos                                           |
| ----- | ---------------------------- | ------------------ | ---------------------------------------------------------------- | -------------------------------------------------------- |
| 25    |                              | Movimiento Ruptura | María Paula Romo Rodríguez                                       | Ministra de Gobierno (2018-presente)                     |
| 25    | Juan Sebastián Roldán Proaño | Movimiento Ruptura | Secretario General de Gabinete de la Presidencia (2019-presente) |                                                          |
| -     | Independiente                | Independiente      | María Alejandra Muñoz Seminario                                  | Directora del Servicio Nacional de Aduanas (2018 - 2020) |

Fuente:

## Resultados
| Candidata              | Voto   | Votos por partidos políticos | Votos por partidos políticos | Votos por partidos políticos | Votos por partidos políticos | Votos por partidos políticos | Votos por partidos políticos | Votos por partidos políticos | Votos por partidos políticos | Votos por partidos políticos | Votos por partidos políticos | Votos por partidos políticos | Votos por partidos políticos | Votos por partidos políticos | Votos por partidos políticos | Votos por partidos políticos | Votos por partidos políticos | Votos por partidos políticos | Votos por partidos políticos | Total  |
| Candidata              | Voto   |                              |                              |                              |                              |                              |                              |                              |                              | MNJP                         |                              |                              |                              | IDC                          |                              |                              |                              |                              | Ind.                         | Total  |
| ---------------------- | ------ | ---------------------------- | ---------------------------- | ---------------------------- | ---------------------------- | ---------------------------- | ---------------------------- | ---------------------------- | ---------------------------- | ---------------------------- | ---------------------------- | ---------------------------- | ---------------------------- | ---------------------------- | ---------------------------- | ---------------------------- | ---------------------------- | ---------------------------- | ---------------------------- | ------ |
| María Paula Romo (R25) | Sí     | 28                           |                              |                              |                              | 1                            |                              | 1                            |                              | 2                            |                              | 1                            |                              |                              |                              |                              |                              |                              | 3                            | 36/137 |
| María Paula Romo (R25) | No     | 5                            | 29                           | 18                           | 14                           | 4                            | 4                            |                              | 1                            |                              | 1                            |                              |                              | 1                            | 1                            | 1                            | 1                            |                              | 7                            | 87/137 |
| María Paula Romo (R25) | Abs.   | 4                            |                              |                              |                              |                              | 1                            |                              |                              |                              |                              |                              | 1                            |                              |                              |                              |                              | 1                            | 4                            | 11/137 |
| María Paula Romo (R25) | Blanco |                              |                              |                              |                              |                              |                              |                              |                              |                              |                              |                              |                              |                              |                              |                              |                              |                              | 1                            | 1/137  |
| María Paula Romo (R25) | Aus.   | 1                            | 1                            |                              |                              |                              |                              |                              |                              |                              |                              |                              |                              |                              |                              |                              |                              |                              |                              | 2/137  |

Fuente: 
| Candidato                   | Voto | Votos por partidos políticos | Votos por partidos políticos | Votos por partidos políticos | Votos por partidos políticos | Votos por partidos políticos | Votos por partidos políticos | Votos por partidos políticos | Votos por partidos políticos | Votos por partidos políticos | Votos por partidos políticos | Votos por partidos políticos | Votos por partidos políticos | Votos por partidos políticos | Votos por partidos políticos | Votos por partidos políticos | Votos por partidos políticos | Votos por partidos políticos | Votos por partidos políticos | Total  |
| Candidato                   | Voto |                              |                              |                              |                              |                              |                              |                              |                              | MNJP                         |                              |                              |                              | IDC                          |                              |                              |                              |                              | Ind.                         | Total  |
| --------------------------- | ---- | ---------------------------- | ---------------------------- | ---------------------------- | ---------------------------- | ---------------------------- | ---------------------------- | ---------------------------- | ---------------------------- | ---------------------------- | ---------------------------- | ---------------------------- | ---------------------------- | ---------------------------- | ---------------------------- | ---------------------------- | ---------------------------- | ---------------------------- | ---------------------------- | ------ |
| Juan Sebastián Roldán (R25) | Sí   | 12                           |                              |                              |                              |                              |                              |                              |                              |                              |                              |                              |                              |                              |                              |                              |                              |                              |                              | 12/137 |
| Juan Sebastián Roldán (R25) | No   | 11                           | 29                           | 18                           | 7                            | 4                            | 4                            |                              | 1                            | 1                            | 1                            |                              |                              | 1                            | 1                            | 1                            | 1                            |                              | 8                            | 88/137 |
| Juan Sebastián Roldán (R25) | Abs. | 14                           |                              |                              | 7                            | 1                            | 1                            | 1                            |                              | 1                            |                              | 1                            | 1                            |                              |                              |                              |                              | 1                            | 7                            | 35/137 |
| Juan Sebastián Roldán (R25) | Aus. | 1                            | 1                            |                              |                              |                              |                              |                              |                              |                              |                              |                              |                              |                              |                              |                              |                              |                              |                              | 2/137  |

Fuente: 
| Candidata                             | Voto | Votos por partidos políticos | Votos por partidos políticos | Votos por partidos políticos | Votos por partidos políticos | Votos por partidos políticos | Votos por partidos políticos | Votos por partidos políticos | Votos por partidos políticos | Votos por partidos políticos | Votos por partidos políticos | Votos por partidos políticos | Votos por partidos políticos | Votos por partidos políticos | Votos por partidos políticos | Votos por partidos políticos | Votos por partidos políticos | Votos por partidos políticos | Votos por partidos políticos | Total  |
| Candidata                             | Voto |                              |                              |                              |                              |                              |                              |                              |                              | MNJP                         |                              |                              |                              | IDC                          |                              |                              |                              |                              | Ind.                         | Total  |
| ------------------------------------- | ---- | ---------------------------- | ---------------------------- | ---------------------------- | ---------------------------- | ---------------------------- | ---------------------------- | ---------------------------- | ---------------------------- | ---------------------------- | ---------------------------- | ---------------------------- | ---------------------------- | ---------------------------- | ---------------------------- | ---------------------------- | ---------------------------- | ---------------------------- | ---------------------------- | ------ |
| María Alejandra Muñoz (Independiente) | Sí   | 12                           | 29                           |                              | 14                           | 5                            | 1                            |                              |                              | 1                            | 1                            |                              |                              |                              | 1                            | 1                            |                              |                              | 9                            | 75/137 |
| María Alejandra Muñoz (Independiente) | No   |                              |                              | 16                           |                              |                              | 3                            |                              |                              |                              |                              |                              |                              | 1                            |                              |                              | 1                            |                              | 1                            | 22/137 |
| María Alejandra Muñoz (Independiente) | Abs. | 25                           |                              | 1                            |                              |                              | 1                            | 1                            | 1                            | 1                            |                              | 1                            | 1                            |                              |                              |                              |                              | 1                            | 5                            | 38/137 |
| María Alejandra Muñoz (Independiente) | Aus. | 1                            | 1                            |                              |                              |                              |                              |                              |                              |                              |                              |                              |                              |                              |                              |                              |                              |                              |                              | 2/137  |

Fuente: 